# 조인호 (시인)
조인호(1981년 ~ )는 대한민국의 시인이다. 1981년 충청남도 논산에서 태어나 추계예술대학교 문예창작학과를 졸업했다.

## 약력
2006년 제13회 《문학동네》 신인상 시 부문에 당선되어 등단했다.

## 저서

### 시집
- 《방독면》(문학동네, 2011)